# Linfärjan Kornelia
Linfärjan Kornelia, färja 324, är en av Trafikverket Färjerederiets färjor. Hon byggdes på Åsiverken i Åmål  och levererades 1986 för att sättas in på Kornhallsleden mellan Kornhall och Gunnesby. 2004 ersattes hon av den något större linfärjan M/S Gerd och  blev upplagd på Fridhems varv som reservfärja för färjelederna i Bohuslän  
Från 2014 seglade hon på Bohus-Malmönleden Malmön – Roparöbacken och senare bland annat på Malöleden mellan Malö och Fröjdendal i Bohuslän. 
Hösten 2019 samt hösten 2025 återinsattes hon temporärt under några veckor på Kornhallsleden medan M/S Gerd genomgick underhållsarbeten .